# Miles Davis Volume One
Albums de Miles Davis
Miles Davis and Horns
(1955) Miles Davis Volume 2
(1955)
Miles Davis Volume 1 est un album jazz de Miles Davis sur le label Blue Note Records enregistré les 9 mai 1952 et 6 mars 1954.

## Historique
La séance du 6 mars 1954 peut être vue comme le retour en force de Miles Davis, qui, pendant quelque temps, avait presque abandonné la musique à cause de sa dépendance à l'héroïne. Un sevrage drastique, en 1953, lui permit de s'en sortir. À l'époque, l'émergence de deux nouveaux trompettistes, Chet Baker et Clifford Brown, menaçait sérieusement sa réputation.

## Titres
| N°  | Titre                          | Auteur                       | Durée |
| --- | ------------------------------ | ---------------------------- | ----- |
| 1.  | Dear Old Stockholm             | Varmeland                    | 4:10  |
| 2.  | Chance It                      | Pettiford                    | 3:00  |
| 3.  | Donna                          | McLean                       | 3:10  |
| 4.  | Woody 'n' You                  | Dizzy Gillespie              | 3:22  |
| 5.  | Yesterdays                     | Harbach, Kern                | 3:42  |
| 6.  | How Deep Is the Ocean?         | Irving Berlin                | 4:36  |
| 7.  | Chance It (alternate take)     | Op. cit.                     | 2:51  |
| 8.  | Donna (alternate take)         | Op. cit.                     | 3:08  |
| 9.  | Woody 'n' You (alternate take) | Op. cit.                     | 3:19  |
| 10. | Take Off                       | Miles Davis                  | 3:37  |
| 11. | Lazy Susan                     | Miles Davis                  | 4:00  |
| 12. | The Leap                       | Miles Davis                  | 4:28  |
| 13. | Well, You Needn't              | Thelonious Monk              | 5:20  |
| 14. | Weirdo                         | Miles Davis                  | 4:42  |
| 15. | It Never Entered My Mind       | Richard Rodgers, Lorenz Hart | 4:02  |

Titres 1-9 de 1952; 10-15 de 1954.

## Musiciens

### 9 mai 1952
- Miles Davis (trompette)
- Jay Jay Johnson (trombone)
- Jackie McLean (saxophone alto)
- Gil Coggins (piano)
- Oscar Pettiford (contrebasse)
- Kenny Clarke (batterie)

### 6 mars 1954
- Miles Davis (trompette)
- Horace Silver (piano)
- Percy Heath (contrebasse)
- Art Blakey (batterie)

## Citation
« Je me rappelle avoir été frappé par la musique qui émanait du juke-box aux couleurs chatoyantes (...) La trompette était jouée par un "gars du coin" qui venait de l'autre côté de la rivière, quelqu'un du nom de Miles Davis. Le morceau s'appelait "Donna". Le jeune joueur d'alto sonne presque comme Bird. (...) Ce jour-là, je compris le jazz pour la première fois de ma vie. »

— Quincy Troupe, Miles et moi, Castor Music, 2009, p.131.